# Mistrzostwa Świata w Łucznictwie Polowym 1972
3. Mistrzostwa Świata w Łucznictwie Polowym i 2. Mistrzostwa Europy odbyły się w dniach 16–17 września 1972 w Gorycji (Włochy). Zawodniczki i zawodnicy startowali w konkurencji łuków dowolnych oraz instynktownych. Nie rozgrywano osobnych konkurencji dla zawodników z Europy, medale otrzymywała trójka najlepszych reprezentantów ze Starego Kontynentu.
Polacy nie startowali.

## Medaliści

### Mistrzostwa świata

#### Kobiety
| Konkurencja:     | Złoto:             | Srebro:             | Brąz:           |
| łuk dowolny      | Maureen Bechdolt   | Maj-Britt Johansson | Irma Danielsson |
| łuk instynktowny | Ingegerd Granqvist | Barbara Fielding    | Eunice Schewe   |

#### Mężczyźni
| Konkurencja:     | Złoto:        | Srebro:        | Brąz:         |
| łuk dowolny      | John Williams | Dennis McComak | Erik Karlsson |
| łuk instynktowny | Leif Berggren | Kjell Karlsson | Veijo Sarvi   |

### Mistrzostwa Europy

#### Kobiety
| Konkurencja:     | Złoto:              | Srebro:          | Brąz:          |
| łuk dowolny      | Maj-Britt Johansson | Irma Danielsson  | Ida Da Poian   |
| łuk instynktowny | Ingegerd Granqvist  | Barbara Fielding | Ester Lindgren |

#### Mężczyźni
| Konkurencja:     | Złoto:        | Srebro:          | Brąz:           |
| łuk dowolny      | Erik Karlsson | Sterner Lindblad | Raymond Baillon |
| łuk instynktowny | Leif Berggren | Kjell Karlsson   | Veijo Sarvi     |

## Klasyfikacja medalowa

### Mistrzostwa świata
| Lp. | Państwo           | Złoto | Srebro | Brąz | Razem |
| 1.  | Szwecja           | 2     | 2      | 2    | 6     |
| 2.  | Stany Zjednoczone | 2     | 1      | 1    | 4     |
| 3.  | Wielka Brytania   | 0     | 1      | 0    | 1     |
| 4.  | Finlandia         | 0     | 0      | 1    | 1     |

### Mistrzostwa Europy
| Lp. | Państwo         | Złoto | Srebro | Brąz | Razem |
| 1.  | Szwecja         | 4     | 3      | 1    | 8     |
| 2.  | Wielka Brytania | 0     | 1      | 0    | 1     |
| 3.  | Finlandia       | 0     | 0      | 1    | 1     |
| 3.  | Francja         | 0     | 0      | 1    | 1     |
| 3.  | Włochy          | 0     | 0      | 1    | 1     |